# Bhoomika Chawla
Bhoomika Chawla (hindi:भूमिका चावला, urdu: بھُومِکا چاولا, punjabi: ਭੂਮਿਕਾ ਚਾਵਲਾ, ur. 21 sierpnia 1978 w Nowym Delhi) – indyjska aktorka.
Urodziła się jako Rachna w mówiącej po pendżabsku rodzinie oficera delegowanego w różne miejsca kraju. Poznała w Indiach wiele miejsc, ale kształciła się w New Delhi, w 1997 roku przeniosła się do Mumbaju i zaczęła grać w filmach, początkowo w językach telugu i w tamilskim. Zyskała olbrzymia popularność w filmie Khushi. W Bollywoodzie zadebiutowała zyskując nagrodę za debiut w filmie Tere Naam (u boku Salman Khana).
Jesienią 2007 poślubiła Bharata Thakura.

## Wybrana filmografia
| Rok  | Film                   | Rola               | Język      |
| ---- | ---------------------- | ------------------ | ---------- |
| 2000 | Yuvakudu               |                    | Telugu     |
| 2001 | Badri                  |                    | Tamilski   |
| 2001 | Khushi                 | Madhumitha         | Telugu     |
| 2003 | Okkadu                 | Swapna             | Telugu     |
| 2003 | Missamma               |                    | Telugu     |
| 2003 | Simhadri               |                    | Telugu     |
| 2003 | Tere Naam              | Nirjala            | Hindi      |
| 2004 | Run                    | Jhanvi Choudhry    | Hindi      |
| 2004 | Samba                  | Nandu              | Telugu     |
| 2004 | Naa Autograph          | Divya              | Telugu     |
| 2004 | Dil Ne Jise Apna Kahaa | Dhani              | Hindi      |
| 2005 | Silsilay               | Zia Rao            | Hindi      |
| 2005 | Dil Jo Bhi Kahey       | Dr. Gayarti Pandey | Hindi      |
| 2005 | Jai Chiranjeeva        | Neelima            | Telugu     |
| 2006 | Jillunu Oru Kaadhal    |                    | Tamilski   |
| 2006 | Family: Ties of Blood  | Dr. Kavita         | Hindi      |
| 2006 | Mayabazaar             |                    | Telugu     |
| 2007 | Benaam                 |                    | Hindi      |
| 2007 | Gandhi, My Father      | Gulab Gandhi       | Hindi      |
| 2007 | Anasuya                |                    | Telugu     |
| 2008 | Swagatam               |                    | Telugu     |
| 2008 | Mallepuvvu             |                    | Telugu     |
| 2008 | Yaariyan               |                    | Pendżabski |